# Everybody’s Gone to the Rapture
Everybody’s Gone to the Rapture — это приключенческая инди-игра, разработанная независимой британской студией The Chinese Room при финансовой поддержке Sony и выпущенная 11 августа 2015 года для игровой приставки PlayStation 4, а также для персональных компьютеров Windows 14 апреля 2016 года. Действие игры происходит в английской деревне, в которой все жители исчезли при таинственных обстоятельствах. Игрок должен исследовать посёлок и по крупицам собирать информацию о его жителях и причине их исчезновения. Создатели позиционируют свою игру, как духовного преемника Dear Esther
.
При разработке игры, команда исходила из идеи создать постапокалиптический мир, но противоположный стереотипным образам, воссоздав наоборот идиллический образ мирного британского посёлка с уклоном на визуальную красоту и реалистичность. Данная идиллия вступает в контраст с фактом того, что речь идёт о постапокалипсисе, где человечество вымерло. Так, команда вдохновлялась британскими фильмами ужаса начала 1970-х годов, где также изображена идея нарушенной идиллии. Командой разработчиков руководила Джессика Карри, она же одновременно выступила композитором музыкального сопровождения в Rapture, создав музыкальные партитуры с участием симфонического оркестра.
Оценки Everybody’s Gone To The Rapture можно охарактеризовать в целом, как сдержанно-положительные. По версии агрегатора Metacritic средняя оценка для PlayStation 4 составляет 76 баллов из 100 возможных и 78 балла для персональных компьютеров. Критики хвалили Rapture за её фотореалистичный визуальный стиль, а также саму мистическую и увлекательную сюжетную линию, делая из игры своего рода интерактивный роман и приводя её, как пример того, как можно рассказать историю с минимальным количеством диалогов, предметом критики стало слишком ограниченное взаимодействие с окружающим миром. Некоторые журналисты назвали Rapture ярким образцом спорного среди геймеров жанра «симулятора ходьбы». Rapture выиграла ряд премий и наград, в том числе со стороны BAFTA

## Сюжет и игровой процесс
В игре Everybody’s Gone to the Rapture игрок исследует небольшой английский город, жители которого таинственно исчезли. Игрок может взаимодействовать с летающими огоньками, раскрывающими детали истории, он также может ограниченно взаимодействовать с такими объектами, как двери, радиоприёмники, телефоны, заборы и выключатели питания. Несмотря на то, что скорость ходьбы игрового персонажа довольно низкая, можно двигаться немного быстрее, удерживая кнопку R2 (PlayStation 4).

Игрок должен понять, почему в данной английской деревне исчезло всё население

Действие игры разворачивается в 1984 году в вымышленной пустынной деревне под названием Ятон в Шропшире, Англия. Единственная цель игрока заключается в том, чтобы изучить её уголки и пытаться выяснить, почему все её жители исчезли, оставив все вещи. Таинственные светящиеся сферы могут воспроизводить различные сцены из прошлого с участием местных жителей. Всего в игре представлено пять областей, каждая из которой вращается вокруг истории одного из персонажей — доктора Кэтрин Коллинз (Кейт) и её мужа Стивен Эпплтона — обоих учёных обсерватории, которые обнаруживают «странное очертание» в ночном небе и придя к выводу, что это внеземная форма жизни. Они наблюдают, как «рисунок» распространяется, приводя к гибели птиц и коров и приходят к выводу, что данная форма пытается выйти на контакт с людьми, не понимая, какой вред она причинит. Кейт пытается вступить в контакт с существом и убеждается в том, что оно может представлять смертельную угрозу, способную уничтожить человеческий вид.
У большинства жителей города начинаются симптомы — необъяснимое кровотечение и давление в мозгу, которые возникают как правило при наличии опухоли в мозгу согласно записи местного врача. Другие люди просто исчезают, оставляя после себя странные пятна света и запас пепла. Стивен, будучи уверенный, что данные события связаны с внеземной формой, думает, что данные события захватят и другие области за пределами деревни. Учёный призывает местное руководство изолировать территорию, перекрыть дороги и отрезать телефонные линии. Местным жителям говорят, что это происходит из-за вспышки испанского гриппа, хотя многие крайне скептически относятся к этому, особенно после внезапного исчезновения трупов буквально в воздухе.
По мере того, как население города быстро сокращается, Стивен понимает, что карантин провалился и что «образец», или просто «это», как его часто называют, научился приспосабливаться. В частности, существо научилось распространяться не только через прямой контакт с людьми, но и через телефонные линии, радиоволны и телевизоры. В свете данных событий, Стивен призывает «уничтожить» деревню и её жителей, обработав всю деревню ядовитым газом.
Во второй главе, игрок попадает в бункер, где видит, как Стивен Эпплтон спрятался, чтобы переждать момент взрыва нервнопаралитического газа, чтобы затем удостоверится, что заражённые люди погибли и покончить с собой. Однако в попытке связаться с внешним миром он понимает, что «это» заразило и внешний мир. «Это» приходит и за Стивеном и тот, прежде чем быть захваченным, обливает себя бензином, чтобы поджечь, однако «это» показывает образ Кейт, заставляя Стивена врасплох, он пытается протянуть руку к «Кейт», но зажигалка в его руке соскальзывает и падает на землю, зажигая бензин.
В заключительной части игры игрок попадает в обсерваторию и видит в ней форму света в виде Кейт, которая создала все записи, которые игрок слышал на протяжении всей игры. Она утверждает, что осталась последней и ей наконец то удалось установить связь с «этим». Кейт пыталась объяснить существу, что то, что оно сделало с остальными — людьми, животными, насекомыми, были неправильно, оно же «возражало», заметив, что все, кто хотел быть вместе, были вместе, и что каждый нашёл своего друга и больше не был одинок. Кейт заметила, что приняла свою судьбу, и что она с «этим» готова присоединиться к остальным. Кейт заявляет, что человечество может, наконец, «ускользнуть, не боясь».

## Разработка
Разработкой игры занималась независимая студия разработчиков видеоигр The Chinese Room из Британии, известная созданием игры Dear Esther. Всего над игрой работала команда из 12 человек. Дэн Пинчбек, главный сценарист и художественный руководитель команды заметил, что в целом гордился проделанной работой, указав на то, что многие игры получились хуже и менее успешнее Rapture с их командой создателей, куда входят до десяти раз больше человек.

### Ход разработки, сотрудничество с Sony
Хотя The Chinese Room уже раннее имела достаточный опыт в создании модификаций и инди-игр, Пинчбек заметил, что Everybody’s Gone to the Rapture стала их первой профессиональной игрой со значительными денежными вложениями, а процесс разработки шёл наиболее организованно. Пинчбек сказал, что именно тогда The Chinese Room почувствовала себя полноценной игровой студией. Изначально игра задумывалась для выпуска на персональные компьютеры, однако команда нашла спонсора в лице японский компании Sony при условии выпуска игры эксклюзивно на PlayStaion 4 в течение первого года. Пинчбек сказал, что это может хоть и разочаровать многих игроков, однако сценарист заметил, что без поддержки Sony, команда просто не смогла бы создать Rapture в её современном виде и поэтому команда согласилась на помощь без раздумья. Одновременно руководительница студии Джессика Карри заметила, что контракт с Sony открыл для команды и тёмные стороны игровой индустрии, заметив, что в независимых инди-командах как правило царит свобода творчества, прямолинейности и честность. Крупная же игровая индустрия работает, как «медленный танк» и завязана во многом на сроках, давлении, контроле творческой свободой разработчиков, а также требованиях о неразглашении определённой информации в рамках контрактов, Джессика с сарказмом заметила, что иногда её просто поражал «уровень секретности и паранойи».
Тем не менее Джессика не считала опыт сотрудничества с Sony отрицательным, заметив, что даже в такой ситуации возможна честная и прозрачная работа с сотрудниками. Так как разработка велась через несколько лет после геймергейта, Джессика, будучи женщиной-разработчиком, занимающей высокую должность, стала объектом нападок со стороны интернет-пользователей. В частности, после её нескольких твитов в защиту женщин-разработчиков, Джессика стала получать сотни оскорбительных комментариев о её внешности, излишнем весе и даже с угрозами изнасилования и убийства. При этом Джессика замечала, что такое отношение было свойственно исключительно для определённых кругов среди геймерского сообщества. Дэн Пинчбек сказал, что разработка Rapture сильно подорвала психическое здоровье Джессики, так как помимо постоянных оскорблений в интернете, она активно защищала творческую свободу The Chinese Room от давления Sony, чтобы компания не принимала за команду ключевые решения в разработке. Тем не менее команде помогала обратная связь с фанатской аудиторией творчества The Chinese Room. Джессика же заметила, что в итоге Sony была довольна проделанной работой, а высокие продажи и многочисленные награды она восприняла, как победу в данной «битве». Пинчбек однако заметил, что из-за пережитого стресса команда вряд ли примется за разработку ещё одного высокобюджетного проекта, возвращаясь в более традиционной модели создания инди-игр, как с предыдущими играми от The Chinese Room и «получать удовольствие от процесса разработки». Тем не менее разработчик по-прежнему выражал благодарность компании, без чьих денежных средств создания Rapture не было бы возможно.

### Игровой и художественный дизайн
Разработчики хотели создать историю с постапокалиптическим сценарием, однако с необычным подходом, заметив, что все известные фильмы и романы данного жанра как правило включают в себя фантастические и эпические элементы. Так, команда исходила из идеи, «как на самом деле будут люди переживать конец света, сидя в своих гостиных?». При этом художественный руководитель Дэн Пинчбек заметил, что разработка Rapture — это продолжение попытки создать отличную повествовательную приключенческую игру начиная с модификации Dear Esther в 2007 году.
Ключевым аспектом игрового процесса выступает «идея открытия» в открытом игровом мире. При этом в игре имеются «записываемые события», которые выражаются в том, что «кто-то» пытается донести игроку историю через радио, телефоны, телевизоры о событиях прошлого, также имеются «пассивные события», которые активируются, если к ним просто близко подойти. Одна из значительных проблем, связанных с дизайном уровней была связана с автосохранениями, которые из-за особенности графики и движка вызывали короткие задержки на 0,2 секунды. Команде приходилось по возможности создавать как можно меньше точек сохранения или же смотреть, в каких ситуациях они не так заметны. Одновременно недостаток точек означал и потерю части прогресса. Оригинальное решение проблемы предложил тогда недавно пришедший в команду продюсер Мартин Ньюинг, предложив автоматически сохранять игру, когда игрок использует карту. Также в ранней версии игры существовало автоматическое ускорение движений персонажа при длительном удерживании команды «идти», однако тест-игроки жаловались на данную функцию. Перед самым выпуском, команда добавила спринт, как дополнительную команду, но не успела обновить панель управления, что в итоге вылилось в массовые жалобы игроков по поводу «недостающей кнопки спринта».
Работая над игровым миром, команда хотела передать чувство подлинности и, чтобы игровой мир действительно чувствовался, как Британия второй половины XX века. Для этого использовался движок CryEngine, который со слов разработчиков великолепно подходит для создания больших открытых перспектив и типа листвы и зелени. Когда «вы смотрите на игру, видите обилие земли, разной архитектуры и пышной листвы, только одно место в мире может быть таким — английская сельская местность». В целом достижение данной цели было испытанием для художественной команды. При этом ностальгические чувства не были целью для разработчиков, а стремление передать ощущение 80-х годов. Создатели заметили, что общество склонно рассматривать данную эпоху в тусклых и стилистических образах, созданный же мир в игре должен был наоборот быть ярким, функциональным и органичным. То есть передать ощущение реального места. Команда в том числе вдохновлялась британскими научно-фантастическими фильмами рубежа 70-х и 80-х годов, подобные «Дню триффидов», где показывается контраст между повседневной жизнью населения и некими событиями, часто имеющими внеземное или лабораторное происхождение, разрушающими данную идиллию. Сама игра передаёт тональность данных фильмов. Период детства разработчиков также пришёлся на 1980-е года, это помогало им в том числе воссоздавать реалистичные локации. При этом разработчики не боялись того, что игроки за пределами Англии не смогут прочувствовать атмосферу, Пинчбек заметил, что, например игры Stalker и Metro не мешали ему, как англичанину прочувствовать весь советский и восточно-европейский колорит.

## Анонс и выход
О деталях разработки Rapture, The Chinese Room объясняла ещё в 2012 году, где описывала свой новый проект, как игру, «пытающуюся действительно проникнуть в ваше сердце».
Официальной анонс игры состоялся на мероприятии Gamescom в августе 2013 года, где художественный руководитель команды The Chinese Room Дэн Пинчбек продемонстрировал перед полным залом трейлер игры в рамках пресс-конференции «Sony loves indies». После данных событий, общение команды с игровой прессой были сведено к минимуму.
Everybody’s Gone to the Rapture была продемонстрирована на мероприятии E3 2015, где Пинчбек демонстрировал игровой процесс, а также в интервью с игровой прессой заявлял, что Rapture стала самым амбициозным проектом для команды, но как и предыдущие игры от студии — затрагивает темы ужасов, «медленно проникающих в разум жертвы и дискомфорта в сочетании с фантастической музыкой и потусторонними образами». Также в июне стала известна дата выходы игры.
Выход игры состоялся 11 августа 2015 года эксклюзивно на PlayStaion 4 и возымела коммерческий успех, возглавив британские чарты по продажам в течение первой недели после выпуска. При этом вокруг игры сформировалась фанатская аудитория, которая также начала создавать фан-арты и присылать их разработчикам. Редакция IGN заметила, что Everybody’s Gone to the Rapture вышла во время так называемого ренессанса игр жанра ужасов. 14 апреля 2016 года выход игры состоялся для персональных компьютеров Microsoft Windows.

## Музыка и озвучивание
Композитором музыкального сопровождения выступает Джессика Карри, её музыкальная партитура в целом выдержана в жанре динамического саундтрека. В песнях не использовалась компьютерная обработка, они в целом придерживаются жанра классической музыки, но и одновременно создавались так, чтобы динамично реагировать на действие игрока, как это было удачно реализовано в играх Max Payne 3 и Journey.

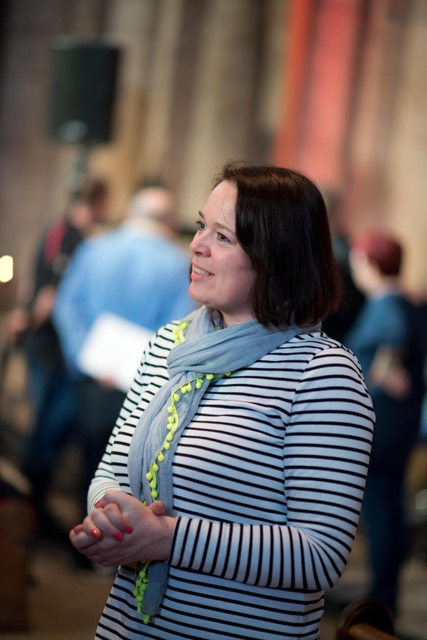
Джессика Карри написала музыку к игре

Сами мелодии тематически детализированы и отражают характер персонажей и событий, происходящих в игре. Песни обладают выраженным британским колоритом, а композитор при их создании черпала вдохновение у известных британских композиторов прошлого Вона Уильямса и Элгара Эдуарда, в чьих композициях со слов Джессики прослеживаются уникальные композиционные повороты. Песни были созданы с участием филармонического оркестра, а также двух хоровых оркестров Metro Voices и London Voices.
При этом музыка в игре не линейна, а состоит из множества отдельных музыкальных дорожек, созданных с участием одного или нескольких инструментов одного типа, хора или певца, которые процедурно запускаются и объединяются, реагируя на передвижения и действия игрока. Таким образом, как разработчики утверждают, игра предлагает процедурно генерируемую музыку, и каждый отдельный игрок может слышать немного разные композиции и в разных аранжировках, которые, однако, по-прежнему звучат целостно и лаконично. «Игра может взять несколько струнных инструментов из одного трека и певца сопрано из другого и собрать для вас, как новый музыкальный трек для вас». Данный подход со слов разработчиков отражает игровой процесс, предполагающий исследования нелинейного игрового мира в собственном темпе и порядке. В некоторых случаях звуковые дорожки обедняются в более диссонирующий звук, чтобы «передать зловещую атмосферу» в некоторых локациях. Джессика работала над мелодиями в течение всей разработки игры, она также, как руководительница компании принимала ключевые решения по игровому процессу в Rapture, что также дополнительно позволяло интегрировать музыку в игровой процесс.
Диалоги в игре озвучивали британские актёры и актрисы, команда разработчиков сотрудничала с компанией Side UK. При этом решение подобрать того или иного актёра разработчики принимали случайно, оценивая их голоса, и как они подойдут для персонажей. Записи диалогов проходили без трудностей, однако разработчики не могли подобрать подходящий голос для героини Кейт. В какой-то момент разработчики пришли к идее привлечь в проект американскую актрису Мерл Дэндридж, считая её голос идеальным для Кейт и попробовали связаться с её агентом, в результате актриса решила принять участие в озвучивании.
Официальный саундтрек к игре вышел 11 августа 2015 года, лейблом выступила Sony Classical. Также дисковые и виниловые издания альбома вышли в Великобритании под лейблами Music On Vinyl и Sony Classical
Сразу после выхода альбома, саундтрек занял 29 место по данным CIN в рейтинге самых популярных музыкальных альбомов классической музыки и добрался до седьмого места. Однако был оттуда быстро исключён, так как по заверению представителей CIN «попал туда по ошибке» и затем был включён в чарт саундтреков к играм и фильмам. Джессика Карри выразила возмущение, заметив, что её музыка выполнена в классическом стиле и она знает множество случаев, когда саундтреки, записанные с участием филармонического оркестра, также включали в классические чарты. В ответ CIN ответили, что они «одинаково уважительно относятся к классике и саундтрекам видео-игр». Редакция IGN включила саундтрек к Rapture в список десяти лучших саундтреков к играм, когда-либо созданным и предметом для подражания.
| - 1. All the Earth — 1:44 - 2. Finding the Pattern — 4:00 - 3. Liquid Light — 2:22 - 4. The Sleep of Death — 2:01 - 5. For Ever — 1:25 - 6. The Mourning Tree — 1:39 - 7. Disappearing — 5:02 - 8. All of My Birds — 2:21 - 9. A Choice — 1:38 - 10. The Seventh Whistler — 1:56 - 11. An Early Harvest — 5:15 - 12. The Fragmenting — 1:21 - 13. A Beautiful Morning — 2:16 - 14. Carry Me Back to Her Arms — 2:23 | - 15. A Storm Over Yaughton — 4:16 - 16. Little White Lie — 1:10 - 17. Aurora — 2:00 - 18. Clouds and Starlight — 2:34 - 19. The Pattern Calls Out — 3:12 - 20. The Manifestation — 3:06 - 21. These Silent Numbers — 1:32 - 22. Primary Conduit — 1:51 - 23. I Hope You Find Peace — 2:07 - 24. Slipping Away — 1:58 - 25. Infinite Zero — 1:24 - 26. The End of All Things — 1:57 - 27. I am not Afraid — 1:16 - 28. The Light We Cast — 3:10 |

## Критика
| Сводный рейтинг    | Сводный рейтинг          |
| Агрегатор          | Оценка                   |
| ------------------ | ------------------------ |
| GameRankings       | 79,89 %                  |
| Metacritic         | (PS4) 78/100 (PC) 76/100 |
| Иноязычные издания |                          |
| Издание            | Оценка                   |
| DarkStation        | [ 26 ]                   |
| GamesVillage       | 90 %                     |
| Twinfinite         | 80 %                     |
| PC Gamer           | 79 %                     |
| Everyeye           | 7/10                     |
| Ragequit           | 65 %                     |
| AusGamers          | 2,5/10                   |

Оценки Everybody’s Gone To The Rapture можно охарактеризовать в целом, как сдержанно-положительные. По версии агрегатора Metacritic средняя оценка для PlayStation 4 составляет 76 баллов из 100 возможных и 78 балла для персональных компьютеров.
Некоторые критики оставили восторженные отзывы, например представитель сайта Impulsegamer заметил, что в сюжете заметен характерный стиль романов британского писателя Джона Уиндема, что касается самого стиля истории, так и обстановки. «С виду тихий английский загородный городок, казалось бы, нормальный, но постепенно начинаешь замечать всё больше странностей и понимать, что произошло определённо что-то нехорошее». Критик отдельно отдал должное создателям движка CryEngine, позволившим команде создателей создать действительно потрясающую и фотореалистичную обстановку, однако история остаётся по прежнему самой сильной частью игры, делая из неё скорее полноценный визуальный роман, «фантастическое озвучивание и музыкальное сопровождение выступает глазурью на этом великолепном торте». Рецензент сайта Twinfinite заметил, что какое то время в игровой индустрии история считалась утраченным видом искусства, до появления таких игр, как Evolve и Destiny, а Everybody’s Gone to the Rapture же сумела наряду с Dear Esther и Gone Home доказать, что хорошая игра также может предлагать без глубокого и продолжительного опыта и историю с минимальными взаимодействиями. Критик похвалил само повествование, которое ведётся с минимальными разговорами и через демонстрации локаций, отражающих воспоминания те или иных героев. Хотя каждая из историй очень разная, все они отражают серьёзность ситуации, представленной в игре. Данное впечатление также усиливается музыкальным сопровождением. Тем не менее критик в качестве недостатка указал на медленный темп игры, где «управляемый персонаж движется со скоростью улитки». Критик сайта Gamer заметил, что игра получилась бы сильнее, если бы представленный мир был меньше, но предлагал столько же материала для исследования, однако это незначительная деталь, а сама Everybody’s Gone To The Rapture — отличная игра, в которой интересная нелинейная история рассказывается уникальным образом.
Часть критиков оставили смешанные отзывы, основная их часть пришлась на обзор версии для персональных компьютеров, вышедшей в 2016 году. Например, рецензент JeuxActu заметил, что история в Everybody’s Gone To The Rapture получилась сильнее, чем в Adrift, но не такой сильной, как в Firewatch. Критик, с одной стороны, похвалил саму идею и представленную историю, однако указал на слишком ограниченные возможности взаимодействия с миром и недостаточно удерживая интерес зрителя к истории. Критик сравнил в этом плане игру с Gone Home, которая позволяет игроку искать и использовать предметы. Вторая важная проблема — большие, пустые и дезориентирующие пространства, а направляющий шар не всегда работает должным образом. Тем не менее критик назвал Everybody’s Gone To The Rapture в целом оригинальной и красивой игрой и оценил решение Sony финансировать независимые проекты, под покровительством которой вышли также такие успешные инди-игры, как Journey и The Unfinished Swan. Разгромный отзыв оставил критик сайта AusGamers, назвав Everybody’s Gone To The Rapture образцом «симулятора ходьбы», который обесценивает десятилетия знаний об интерактивности, повествовании и даже оптимизации. Джим Стерлинг, изучая игры, которые обвиняют к принадлежности к спорному в кругу геймерского сообщества жанру «Симулятора ходьбы» заметил, что Everybody’s Gone To The Rapture — это образец того, что не надо делать в данном жанре, например не менять тон игры по ходу развития и создавая предысторию, интереснее самой игры. Комедийный писатель Бенджамин Крошоу в журнале The Escapist поставил Everybody’s Gone To The Rapture на четвёртое место в списке «самых безвкусных игр 2015 года», а также заслуживающего звания «главного симулятора ходьбы» за то, что игра сделала так мало для развития интерактивной истории, сравнивая её, как худший пример с The Stanley Parable.

### Награды
| Год  | Награда                              | Категория                                      | Награждающий                                | Результат | Сслк.  |
| ---- | ------------------------------------ | ---------------------------------------------- | ------------------------------------------- | --------- | ------ |
| 2015 | Британская Академия Игр              | Аудио Достижение                               | Everybody’s Gone to the Rapture             | Победа    | [ 37 ] |
| 2015 | Британская Академия Игр              | Музыка                                         | Джессика Карри                              | Победа    | [ 37 ] |
| 2015 | Британская Академия Игр              | Исполнитель                                    | Мерл Дэндридж                               | Победа    | [ 37 ] |
| 2015 | Британская Академия Игр              | Художественное достижение                      | Everybody’s Gone to the Rapture             | Номинация | [ 37 ] |
| 2015 | Британская Академия Игр              | Лучшая игра                                    | Everybody’s Gone to the Rapture             | Номинация | [ 37 ] |
| 2015 | Британская Академия Игр              | Британская игра                                | Everybody’s Gone to the Rapture             | Номинация | [ 37 ] |
| 2015 | Британская Академия Игр              | Оригинальная собственность                     | Everybody’s Gone to the Rapture             | Номинация | [ 37 ] |
| 2015 | Британская Академия Игр              | Исполнитель                                    | Оливер Димсдейл                             | Номинация | [ 37 ] |
| 2015 | Британская Академия Игр              | Инновационная игра                             | Everybody’s Gone to the Rapture             | Номинация | [ 37 ] |
| 2015 | Британская Академия Игр              | История                                        | Everybody’s Gone to the Rapture             | Номинация | [ 37 ] |
| 2015 | TIGA Games Industry Awards 2015      | Creative UK Gameplay Award                     | Everybody’s Gone to the Rapture             | Победа    | [ 38 ] |
| 2015 | TIGA Games Industry Awards 2015      | Казуальная игра — Большая студия               | Everybody’s Gone to the Rapture             | Номинация | [ 38 ] |
| 2015 | TIGA Games Industry Awards 2015      | Награда за разнообразие                        | Everybody’s Gone to the Rapture             | Номинация | [ 38 ] |
| 2015 | TIGA Games Industry Awards 2015      | Оригинальная игра                              | Everybody’s Gone to the Rapture             | Номинация | [ 38 ] |
| 2015 | TIGA Games Industry Awards 2015      | Премия TIGA за аудио-дизайн                    | Everybody’s Gone to the Rapture             | Номинация | [ 38 ] |
| 2015 | TIGA Games Industry Awards 2015      | Премия TIGA за визуальный дизайн               | Everybody’s Gone to the Rapture             | Номинация | [ 38 ] |
| 2016 | Game Audio Network Guild Awards 2016 | Лучший оригинальный саундтрек-альбом           | Everybody’s Gone to the Rapture             | Победа    | [ 39 ] |
| 2016 | Game Audio Network Guild Awards 2016 | Лучший диалог                                  | Everybody’s Gone to the Rapture             | Победа    | [ 39 ] |
| 2016 | Game Audio Network Guild Awards 2016 | Лучшая оригинальная музыка: хоральная          | «The Light We Cast» исп. Джессика Карри     | Победа    | [ 39 ] |
| 2016 | Game Audio Network Guild Awards 2016 | Лучшая оригинальная музыка: поп                | «The Mourning Tree» исп. Джессика Карри     | Победа    | [ 39 ] |
| 2016 | Game Audio Network Guild Awards 2016 | Лучшая оригинальная музыка:                    | Everybody’s Gone to the Rapture             | Номинация | [ 39 ] |
| 2016 | Game Audio Network Guild Awards 2016 | Музыка года                                    | Everybody’s Gone to the Rapture             | Номинация | [ 39 ] |
| 2016 | Game Audio Network Guild Awards 2016 | Звуковой дизайн года                           | Everybody’s Gone to the Rapture             | Номинация | [ 39 ] |
| 2016 | Game Audio Network Guild Awards 2016 | Лучший микс                                    | Everybody’s Gone to the Rapture             | Номинация | [ 39 ] |
| 2016 | Game Audio Network Guild Awards 2016 | Лучшая интерактивная музыка                    | Everybody’s Gone to the Rapture             | Номинация | [ 39 ] |
| 2016 | British Writers' Guild Awards 2016   | Лучший сценарий в видеоигре                    | Everybody’s Gone to the Rapture Дэн Пинчбек | Победа    | [ 40 ] |
| 2016 | Develop Awards 2016                  | Аудио Исполнения                               | Everybody’s Gone to the Rapture             | Победа    | [ 41 ] |
| 2016 | Develop Awards 2016                  | Новые игры IP — ПК/консоль                     | Everybody’s Gone to the Rapture             | Номинация | [ 41 ] |
| 2016 | Develop Awards 2016                  | Визуальное искусство                           | Everybody’s Gone to the Rapture             | Номинация | [ 41 ] |
| 2016 | Develop Awards 2016                  | Использование Повествования                    | Everybody’s Gone to the Rapture             | Номинация | [ 41 ] |
| 2016 | Develop Awards 2016                  | Независимая Студия                             | The Chinese Room                            | Номинация | [ 41 ] |
| 2016 | Emotional Games Awards 2016          | Лучшее эмоциональное художественное достижение | Everybody’s Gone to the Rapture             | Победа    | [ 42 ] |
| 2016 | Emotional Games Awards 2016          | Лучшая эмоциональная музыка                    | Everybody’s Gone to the Rapture             | Победа    | [ 42 ] |
| 2016 | Emotional Games Awards 2016          | Лучшая эмоциональная игра                      | Everybody’s Gone to the Rapture             | Номинация | [ 42 ] |